# Hina Jilani
Hina Jilani (Urdu: حنا جیلانی) (nascuda en 1953) és advocada de la Cort Suprema de Pakistan i activista de drets humans de Lahore en Punyab, Pakistan. Forma part del grup The Elders.